# Scanlation
Scanlation (från engelskans scan och translation, ibland även scanslation) är en term som används för inofficiella fan-översättningar av tecknade serier från ett språk till ett annat, med hjälp av skanning och textning/bildbehandling. Dessa scanlations läggs sedan ut på internet för att andra skall kunna läsa dem. Termen syftar oftast, men inte nödvändigtvis på översatt manga och liknande asiatiska seriekulturer som manhwa och manhua.